# Lungven

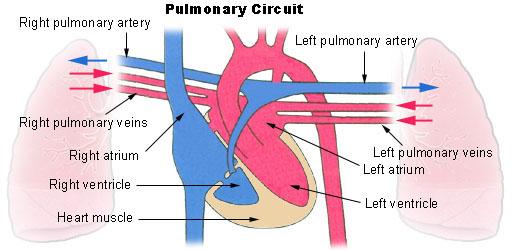
Lungkretsloppet. De röda blodkärlen från lungorna är lungvenerna

Lungvenerna, (Lat. venae pulmonales), är stora blodkärl som leder syrerikt blod från lungorna till hjärtats vänstra förmak. Det går två lungvener från var lunga.
Venerna från lungorna är de enda vener som bär på syrerikt blod. I dagligt tal brukar man säga att venöst blod är syrefattigt, då menar man venerna i stora kretsloppet.
Deras uppbyggnad är som alla andra större blodkärl, med tre lager: Tunica externa, tunica media, tunica interna. De saknar venklaffar, som venerna nedanför hjärtat har för att blodet inte skall rinna bakåt, eftersom blodet rinner horisontellt och får ett visst sug från hjärtat. Diafragman hjälper även till att föra blodet framåt.